# NK Zadar
El NK Zadar es un club de fútbol de Zadar, en la provincia de Dalmacia, Croacia. Fue fundado en 1949 y disputa sus partidos como local en el estadio Stanovi. Actualmente juega en la Druga HNL, la segunda división del fútbol croata.

## Historia
El NK Zadar fue fundado en 1949 y comienza a jugar en categorías locales, para posteriormente pasar a ligas de la Yugoslavia socialista, época en la cual el equipo no destaca especialmente. Su salto cualitativo se produce con la independencia de Croacia, que sitúa al NK Zadar como uno de los clubes importantes del país y le hace debutar en la recién creada Primera División Croata. El club pasa apuros en sus primeros años, aunque consigue otros logros como llegar a semifinales de la Copa de Croacia en 1992-93.
Con el descenso del NK Zadar tras el recorte de equipos en Primera (de 16 a 12) pasa un año en Segunda División, para regresar a la máxima categoría en la temporada 1996-97. Tras otro descenso, el equipo vuelve a la Prva HNL en 2001 para mantenerse durante varias temporadas, en las que llega a conseguir su mejor clasificación: un sexto lugar en la campaña 2003-04.
El equipo regresó de nuevo a la Prva HNL tras ascender de categoría en la temporada 2006-07 y consiguió en su nuevo año igualar su mejor puesto. Actualmente lucha por consolidarse definitivamente en la máxima categoría croata.
El NK Zadar destaca por su afición, los llamados Tornado Zadar, y por su cantera, de la cual surgieron famosos jugadores croatas tales como Luka Modrić, Dado Pršo, Josip Skoblar o Zvonimir Soldo.

### Hrvoje Ćustić
El 3 de abril de 2008 el delantero Hrvoje Ćustić falleció a causa de una fractura craneal, producida por un choque contra una valla publicitaria durante un partido. Mientras disputaba un balón en la banda con un rival del HNK Cibalia, Ćustić cayó y se golpeó la cabeza contra la publicidad. A pesar de que se reaccionó pronto y fue trasladado al hospital, murió un día después a causa de las heridas.
El suceso causó gran conmoción en Croacia, de forma similar a lo sucedido en España con la muerte en el terreno de juego del defensa del Sevilla Antonio Puerta. El jugador tenía 24 años, llevaba 6 años en el NK Zadar (2000 a 2005 y vuelta en la 2007-08) y fue internacional Sub-21 con la Selección croata.

## Uniforme
- Uniforme titular: Camiseta azul con laterales blancos, pantalón y medias azules.
- Uniforme alternativo: Camiseta blanca con laterales azules, pantalón y medias azules.

## Estadio
El campo donde el NK Zadar juega sus partidos como local se llama Stanovi. Cuenta con capacidad para 8000 personas y tiene césped natural.